# 10888 Yamatano-orochi
10888 Yamatano-orochi este un asteroid din centura principală de asteroizi.

## Descriere
10888 Yamatano-orochi este un asteroid din centura principală de asteroizi. A fost descoperit pe 6 decembrie 1996 la Nachi-Katsuura de Yoshisada Shimizu și Takeshi Urata. Asteroidul prezintă o orbită caracterizată de o semiaxă mare de 3,19 ua, o excentricitate de 0,08 și o înclinație de 18,1° în raport cu ecliptica.